# Tonanitla
Tonanitla és un dels 125 municipis de l'estat de Mèxic, que limita al nord i a l'oest amb Jaltenco i a l'est amb Zumpango. El seu nom religiós és Santa Maria Tonanitla. Tonanitla prové de la llengua nàhuatl; és un topònim aglutinat que es compon de tres paraules: To- (nostra), nantli (mare), tlan (lloc) —Tonanitlan (lloc de nostra mare)—. 